# Ардзінба Григорій Шагович
Григорій Шагович Ардзінба (1919, село Дуріпш Сухумського округу, тепер Гудаутського району, Абхазія, Грузія — 21 грудня 1982, село Дуріпш Гудаутського району, тепер Абхазія, Грузія) — абхазький радянський діяч, голова колгоспу імені Берії («Дуріпш») села Дуріпш Гудаутського району Абхазької АРСР. Депутат Верховної ради СРСР 3—4-го скликань. Герой Соціалістичної Праці (3.05.1949)

## Життєпис
Народився в родині селянина-середняка. З 1929 по 1936 рік — учень Дуріпшської семирічної школи Гудаутського району Абхазької АРСР. З 1936 по 1939 рік навчався в Сухумському педагогічному училищі.
У 1939—1940 роках працював шкільним учителем в селі Звандріпш Гудаутського району Абхазької АРСР .
З 1940 по 1941 рік служив у Червоній армії.
З 1942 року — директор початкової школи в селі Хуап Гудаутського району Абхазької АРСР, з 1944 по 1946 рік — директор Отхарської школи Гудаутського району Абхазької АРСР.
Член ВКП(б) з 1944 року.
У січні 1946 року очолив колгосп імені Берії (з 1953 року «Дуріпш») в рідному селі Дуріпш Гудаутського району, за три роки вивів його до передових господарств Абхазії. Колгосп під керівництвом Ардзінби щорічно перевиконував плани врожайності кукурудзи та сортового чайного листа.
Указом Президії Верховної Ради СРСР від 3 травня 1949 року за отримання високих урожаїв кукурудзи та тютюну в 1948 році Ардзінбі Григорію Шаговичу присвоєно звання Героя Соціалістичної Праці з врученням ордена Леніна та золотої медалі «Серп і Молот».
У 1956 обраний головою відстаючого колгоспу в селі Отхара Гудаутського району, а в 1958 році — головою колгоспу імені XIX партз'їзду в селі Лихни, перейменованого в 1960 році в колгосп «Лихни» Гудаутського району.
У 1964 році очолив Гудаутську чайну фабрику, з 1974 року працював директором Гудаутської бази хлібопродуктів, з 1975 по 1982 рік — директором Гудаутського хлібоприймального підприємства Абхазької АРСР.
Помер 21 грудня 1982 року в рідному селі Дуріпш.

## Нагороди
- Герой Соціалістичної Праці (3.05.1949)
- два ордени Леніна (21.02.1948, 3.05.1949)
- медаль «За доблесну працю у Великій Вітчизняній війні 1941—1945 рр.» (1945)
- медаль «За трудову доблесть»
- медаль «Ветеран праці»
- медаль «За доблесну працю. В ознаменування 100-річчя з дня народження Володимира Ілліча Леніна» (1970)
- медалі Виставки досягнень народного господарства (ВДНГ) СРСР